# Helmut Lölhöffel
Hans Bruno Helmut Lölhöffel (* 29. Januar 1944 in Königsberg als Helmut Lölhöffel von Löwensprung; † 15. April 2018 in Berlin) war ein deutscher Journalist. Von 1996 bis zu seinem Tod war er Herausgeber des sozialdemokratischen Fachmediums Blick nach Rechts.

## Leben und Wirken
Lölhöffel wurde als Kind der Eheleute Erich und Hedwig Lölhöffel von Löwensprung, Tochter der Erminia von Olfers-Batocki, geboren. Aus der ersten Ehe seines Vaters mit Edith Lölhöffel von Löwensprung stammten vier Geschwister, von denen der ältere Bruder Götz von Lölhöffel 1943 in der Sowjetunion gefallen war. Hedwig von Lölhöffel war die letzte Besitzerin des Gutes Tharau in Ostpreußen.
In den 1960er-Jahren war Lölhöffel Mitglied der Bundesleitung des „Bundes Deutsch-Unitarischer Jugend“ (BDUJ), einer der Deutschen Unitarier Religionsgemeinschaft verbundenen Organisation, deren Publikationsorgan Weggefährte er betreute. 1969 begann als freier Mitarbeiter beim Rhein-Sieg-Anzeiger in Bonn, er war von 1974 bis 1984 Korrespondent der Süddeutschen Zeitung in Bonn und Ost-Berlin. Von 1984 bis 2000 war er für die Frankfurter Rundschau in Bonn und Berlin tätig. 2001 wurde er Vize-Senatssprecher des Schwarz-Roten Senats unter Eberhard Diepgen in Berlin. Nach dessen Ablösung durch Klaus Wowereit wurde Lölhöffel Senatssprecher des Rot-Grünen Senats in Berlin. Als die SPD in eine Rot-Rote Koalition wechselte, wurde Lölhöffel 2002 für vier Monate Justizpressesprecher und Leiter des Büros der Bürgermeisterin Karin Schubert. Anschließend wurde er Pressesprecher von Vivendi Deutschland und war bis 2007 Leiter der Unternehmenskommunikation von Veolia Wasser in Berlin. Von 2008 bis 2010 war er Mediensprecher der Europäischen Vereinigung für Erneuerbare Energien EUROSOLAR e. V., seit 2009 war er Kommunikationsberater des Deutschen Behindertensportverbands e. V. Er war Mitglied des Beirats der Stiftung Zukunft Berlin und koordinierte seit 2010 das Projekt Stolpersteine im Berliner Bezirk Charlottenburg-Wilmersdorf. Er schrieb Buchkritiken u. a. in der Süddeutschen Zeitung und auf vorwaerts.de. Er war Mitglied in der Tarifkommission der dju und in der IG Druck und Papier aktiv.
1999 erhielt er für seine Tätigkeit als Parlamentskorrespondent der Frankfurter Rundschau den Medienpreis des Deutschen Bundestages. Lölhöffel war bis 1991 langjähriger Vorsitzender der Bonner IG Medien. Seit 1996 war er Herausgeber des Informationsdienstes gegen Rechtsextremismus blick nach rechts. 
Lölhöffel war Mitglied der SPD. Zwischenzeitlich war er aus der Partei ausgetreten und bezeichnete sich als „parteilosen Sozialdemokraten“.

## Schriften
- Unheilvolle Allianz. In: vorwaerts.de, 12. Dezember 2007.